# Ostearius muticus
Ostearius muticus is een spinnensoort in de taxonomische indeling van de hangmatspinnen (Linyphiidae).
Het dier behoort tot het geslacht Ostearius. De wetenschappelijke naam van de soort werd voor het eerst geldig gepubliceerd in 1994 door Gao, Gao & Zhu.